# Anthene rothschildi
Anthene rothschildi är en fjärilsart som beskrevs av Aurivillius 1922. Anthene rothschildi ingår i släktet Anthene och familjen juvelvingar. Inga underarter finns listade i Catalogue of Life.